# Rottura di cavi sottomarini internazionali del 2008
Con la locuzione giornalistica di rottura di cavi sottomarini internazionali del 2008 ci si riferisce a tre diversi grandi disservizi di cavi ottici sottomarini occorsi tra gennaio e febbraio del 2008. Il primo incidente ha causato danni coinvolgendo 5 cavi di telecomunicazioni sottomarini nel Mar Mediterraneo e nel Medio Oriente tra il 23 gennaio e il 4 febbraio 2008, causando interruzione di traffico Internet e rallentamenti per utenti nel Medio Oriente e in India. L'incidente ha fatto dubitare l'opinione pubblica sulla sicurezza della porzione sottomarina del sistema cablaggio Internet.
Alla fine del mese di febbraio si è verificato un nuovo disservizio, che questa volta coinvolgeva una connessione in fibra ottica tra Singapore e Giacarta.
Il 19 dicembre, FLAG FEA, GO-1, SEA-ME-WE 3, e SEA-ME-WE 4 hanno riscontrato una nuova interruzione.

## Cavi danneggiati

### 23 gennaio
Anche se non riportato tempestivamente, c'è stata un'interruzione sul cavo FALCON il 23 gennaio. Il cavo FALCON collega numerosi stati tra il Golfo Persico e l'India.

### 30 gennaio
Il 30 gennaio le agenzie stampa hanno riportato che i servizi Internet erano in larga porzione interrotti nel Medio Oriente e nel continente indiano a seguito dell'interruzione dei cavi SEA-ME-WE 4 e FLAG FEA nel Mar Mediterraneo. Il guasto ai due cavi sottomarini è avvenuto separatamente a molti chilometri di distanza dalla stazione terrestre di Alessandria, in acque territoriali egiziane.
Mentre le rispettive responsabilità dei due diversi cavi sottomarini non sono tuttora chiare, i grafici mostrano anomalie riscontrate alle 0430 UTC e quindi nuovamente alle 0800 UTC. Le cause del danneggiamento a questi due cavi sottomarini non sono state dichiarate ufficialmente da nessuno dei proprietari. Un vasto numero di fonti specularono sulla responsabilità del guasto da attribuire a una nave ancorata nei pressi di Alessandria. Il Ministero dei Trasporti Marittimi egiziano rianalizzando i video in suo possesso a cominciare da 12 ore prima fino 12 ore dopo l'accaduto ha concluso ufficializzando che la causa non è da imputare a nessuna imbarcazione perché nessuna nave ha attraversato l'area interessata dal danneggiamento del cavo. Il Kuwait non diede responsabilità a navi in transito nella zona, dichiarò invece che l'evento era da imputarsi "alle condizioni meteorologiche e al traffico marittimo."
The Economist ha riportato che la causa potrebbe essere stata un terremoto.

## Effetti
Interruzione del 70 percento in Egitto e 60 percento in India, con problemi di un certo livello anche in Afghanistan, Bahrain, Bangladesh, Kuwait, Maldive, Pakistan, Qatar, Arabia Saudita e Emirati Arabi Uniti.
1 milione e 700 000 utenti Internet negli Emirati Arabi Uniti hanno riscontrato la completa interruzione del traffico. Mahesh Jaishanker, direttore esecutivo di Du, ha detto, “L'interruzione del cavo sottomarino Europa-Asia FLAG a 8.3 km da Alessandria d'Egitto e del SEA-ME-WE 4 hanno coinvolto almeno 60 milioni di utenti in India, 12 milioni in Pakistan, 6 milioni in Egitto e 4,7 milioni in Arabia Saudita.” Un router dell'Università di Teheran non rispondeva, causando perdita di connettività per l'Iran. Comunque, l'ambasciata Iraniana in Abu Dhabi riportava "tutto ok." Successive analisi riscontrarono che nonostante l'Iran fosse stato notevolmente coinvolto, l'impatto era stato minore rispetto a quello di altre nazioni nella stessa area geografica.
Il 1º febbraio 2008, VSNL, un'importante provider di telecomunicazione in India, confermò che la compagnia aveva ripristinato la maggior parte della propria connettività IP reistradando il traffico sui cavi TIC e SEA-ME-WE 3 in 24 ore dall'interruzione del cavo sottomarino in Egitto.

### 1º febbraio
Due giorni dopo la prima interruzione, venne riportato che il cavo FALCON era interrotto tra Mascate nell'Oman e Dubai negli Emirati Arabi Uniti. L'interruzione era avvenuta in punti differenti da quelli del 23 gennaio precedente, e FLAG Telecom notificò ufficialmente la notizia solo successivamente, affermando che "il cavo Falcon si è interrotto alle 5.59 GMT del 1º febbraio 2008. La localizzazione del taglio avvenuto è stata riscontrata a 56 km da Dubai, Emirati Arabi Uniti sul segmento di interconnessione con l'Oman". Questo taglio sarebbe stato causato dall'abbandono di una ancora del peso di 5-6 tonnellate.

### 3 febbraio
Il 3 febbraio 2008, Qtel riporta che un cavo chiamato DOHA-HALOUL che collega il Qatar agli Emirati Arabi Uniti è stato danneggiato, causando perdite di traffico e interruzioni nelle già danneggiate reti di telecomunicazioni del Medio Oriente. Era quindi il 4º cavo danneggiato in appena 5 giorni. Il punto di rottura è tra l'isola Qatari di Haloul e l'isola UAE di Das. Alcune fonti hanno attribuito la colpa del taglio a un'ancora da 5-6 tonnellate abbandonata da una nave, altre non ufficiali hanno parlato invece di problemi al sistema di alimentazione.

### 4 febbraio
Il 4 febbraio il Khaleej Times riportò che anche il SEA-ME-WE 4 era stato interessato da un'interruzione nella zona di Penang, Malaysia ma non diede nessun dettaglio in merito alla data o all'orario.

### 19 dicembre
Il 19 dicembre 2008 France Télécom notificò sul suo sito internet con una news Archiviato il 21 dicembre 2008 in Internet Archive. che i cavi FLAG Telecom, SEA-ME-WE 4, and SEA-ME-WE 3, che collegano Alessandria d'Egitto con l'isola della Sicilia in Italia e Malta, sono interrotti a causa da imputare a cattive condizioni meteorologiche o ad un'ancora di una nave. Il risultato è che ci sono sostanziali interruzioni e rallentamenti di traffico Internet con l'Egitto in prima linea che lamenta l'80% capacità Internet fuori servizio. France Telecom si aspetta che il SEA-ME-WE 4 verrà riparato primo, quindi il SEA-ME-WE 3, quindi FLAG, e che le riparazioni dovrebbero concludersi per il 31 dicembre. L'evento ha causato l'interruzione del 75% di traffico tra il Medio Oriente, l'Asia e il resto del mondo. Compagnie interessate dalla problematica sono state Vodafone, Verizon Communications, Portugal Telecom, Telecom Italia Sparkle, GO e France Télécom costrette quindi a reinstradare il traffico in altri modi per assicurare i servizi. Il reinstradamento di questo traffico ha chiaramente creato notevoli rallentamenti in molte aree. Il direttore di Interoute Jonathan Wright notificò che "È possibile reinstradare il traffico attraverso altri sistemi, ma questa operazione satura i collegamenti funzionanti e crea potenziali colli di bottiglia, le connessioni Internet quindi sono notevolmente più lente e le conversazioni telefoniche possono riscontrare delle interruzioni improvvise." A riportare un'interruzione è stato anche il cavo GO-1 che collega la Sicilia (Catania) con Malta.

## Cause delle interruzioni

### Ancore
Queste interruzioni sarebbero da attribuire, come riferito da fonti ufficiali, ad incidenti e circostanze fortuite come ancore navali, ma l'analisi successiva delle autorità navali egiziane indicherebbe che nessuna nave sarebbe transitata nella zona. Comunque, Flag Telecom riferì che l'interruzione al cavo Falcon tra gli Emirati Arabi Uniti e l'Oman sembra accertato che fu causata da un'ancora del peso di 5 o 6 tonnellate.
Alla metà di aprile due navi furono accusate di essere colpevoli del danneggiamento del cavo FLAG vicino a Dubai, dato che risultò un azzardato ancoraggio nella zona dove era posato il cavo sottomarino.

### Occorrenze comuni
Come già affermato da Stephen Beckert, un veterano analista di TeleGeography, questi ha evidenziato come gli eventi siano meno eccezionali di quanto in genere venga enfatizzato dalla stampa; la rottura dei cavi avviene molto frequentemente. Beckert sottolinea che "solo le prime due interruzioni hanno avuto un serio impatto sul funzionamento di Internet". Ancora secondo l'analista la rottura di un cavo "avviene mediamente ogni 3 giorni". Beckert fa notare come ci siano 25 navi attrezzatissime addette continuamente a svolgere questo tipo di lavoro (riparare i cavi); la causa più frequente è data da tensioni nei cavi ed alla usura e sfregamento dei cavi stessi sulle rocce dei fondali.
Secondo Global Marine Systems, "Il danneggiamento dei cavi sottomarini non è affatto raro, più di 50 operazioni di manutenzione sono state effettuate lo scorso anno nel solo Oceano Atlantico". Mentre la rottura di un cavo che attraversa l'oceano Atlantico però "non ha effetto significativo" (considerando le alternative possibili per raggiungere il continente americano), solo pochi cavi servono il Medio Oriente, quindi eventuali danni su alcuni dei pochi cavi presenti in punti strategici della rete possono avere effetti relativamente amplificati.